# Економіка Ліхтенштейну

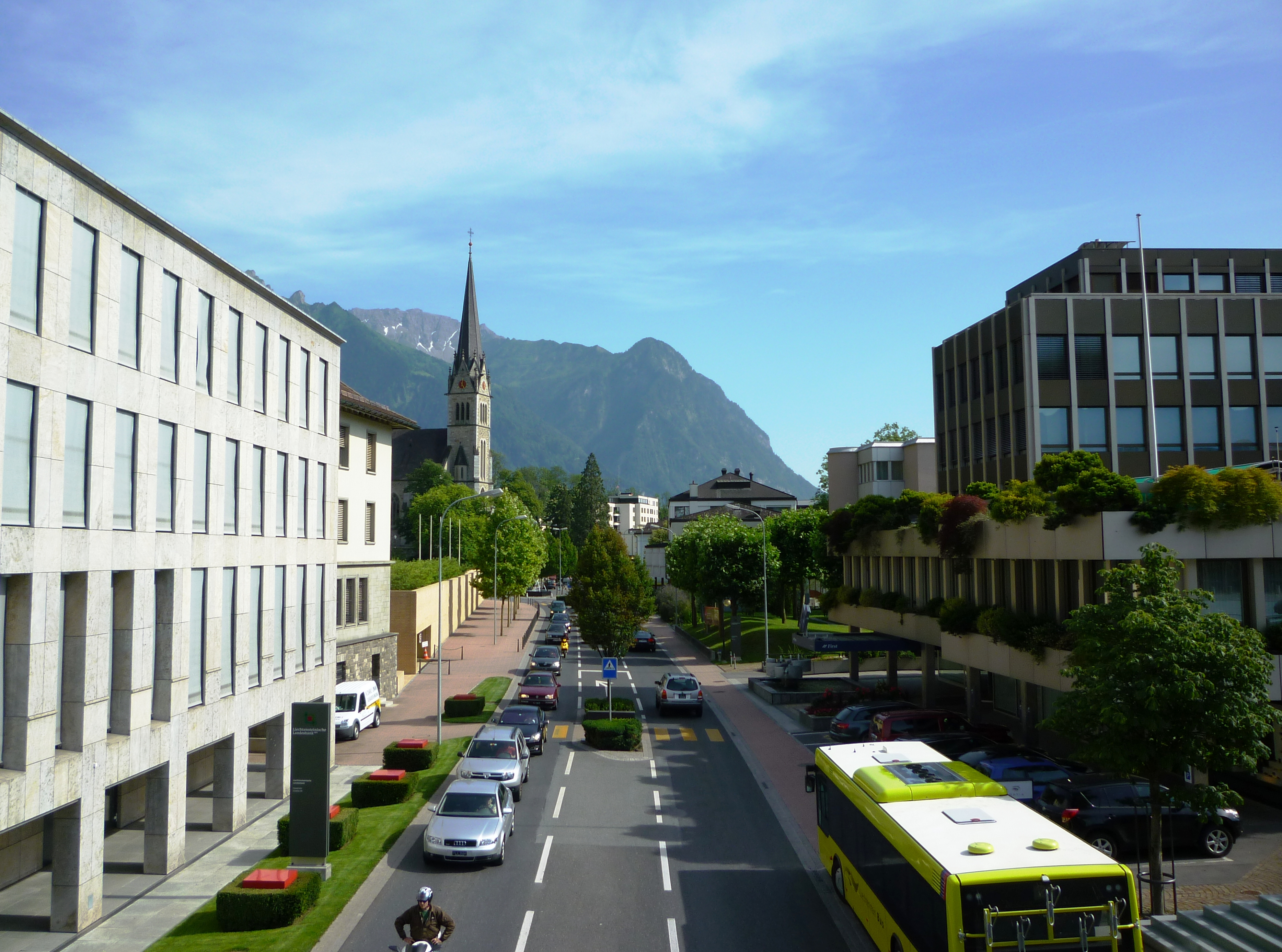
Вадуц

Економіка Ліхтенштейну — високорозвинена постіндустріальна економіка, зі значною часткою фінансового сектору та високими стандартами життя.
Основні переваги економіки Ліхтенштейну — низькі податки (максимум 20 %), та дуже прості правила реєстрації юридичної особи, які приваблюють багато компаній до країни. Нині у країні зареєстровано 73 700 холдингів та компаній. Сектор реєстрації компаній забезпечує 30 % надходжень до бюджету Ліхтенштейну. Країна входить до прикордонного союзу зі Швейцарією та використовує швейцарський франк як національну валюту. Ліхтенштейн імпортує 85 % електроенергії. Є членом Європейської економічної зони з травня 1995 року.

## Основні характеристики
- ВВП (ВНП): $5,028 мільярда (станом на 2008)
- ВВП — реальні темпи зростання: 3,8 % (станом на 2008)
- ВВП (ВНП) — на душу населення: паритет купівельної спроможності валют — $141,100 (станом на 2008)
- Рівень інфляції (споживчі ціни): 0,7 % (станом на 2011)
- Робоча сила: 35 440 з яких близько 10 440 є громадянами країни 7550 — іноземці; 17 450 щодня їздять на роботу з Австрії, Швейцарії та Німеччини (станом на 2008)
- Робоча сила — за видами економічної діяльності: сільське господарство: 8 %; промисловість: 41 %; сфера послуг: 51 % (станом на 31 грудня 2008)
- Рівень безробіття: 1,5 % (грудень 2007)
- Валюта: Швейцарський франк (CHF)
- Обмінний курс: Швейцарських франків за один долар США — 1,3467 (2003), 1,5586 (2002), 1,6876 (2001), 1,6888 (2000), 1,5022 (1999)
- Фіскальний рік: календарний рік

### Бюджет
- надходження: $420,8 мільйона
- видатки: $420,1 мільйона, включаючи капіталовкладення $NA (станом на 2000)

### Промисловість
Понад 40 % економічно активного населення Ліхтенштейну зайнято у промисловості. На цю галузь припадає також 40 % ВВП країни (така ситуація характерна для найбільш промислово розвинених країн світу). Загалом, у 2010 році у промисловості було зайнято 14036 співробітників.
- Продукція

електроніка, металургія, текстильна промисловість, кераміка, фармацевтика, харчова промисловість, точні прилади
- Темпи зростання промислового виробництва: N/A

Майже 3000 осіб зайнято у галузі машинобудування. За ним слідують будівельна галузь та харчова промисловість. Найбільшою та, напевно, найвідомішою з усіх заснованих у Ліхтенштейні компаній, є виробник інструменту Hilti. У всьому світі в компанії працюють понад 20000 співробітників — у тому числі, близько 1900 в Ліхтенштейні.
Один зі світових лідерів у виробництві високолегованої сталі та металообробних верстатів — компанія ThyssenKrupp Presta AG — заснована в Ешені, має близько 1300 співробітників в Ліхтенштейні та є другою за величиною компанією князівства.
Hilcona AG та Ospelt-Gruppe є двома основними виробниками продуктів харчування в Ліхтенштейні.
Ivoclar Vivadent AG є однією з провідних компаній у виробництві стоматологічного обладнання.

### Електроенергетика
- джерела виробництва
  - викопне паливо: 3330 МВт-год. (3,12 %)
  - ГЕС: 76166 МВт-год. (94,2 %)
  - ядерна енергія: немає (0 %)
  - енергія сонця/вітру: 1361 МВт-год. (2,68 %)
- Електроенергія — виробництво: 80,105 МВт-год. (2010)
- Електроенергія — споживання: близько 350,645 МВт-год. (2010)
- Електроенергія — експорт: немає
- Електроенергія — імпорт: близько 270,540 МВт-год. (2010)

### Сільське господарство
У 2010 році в сільському господарстві Ліхтенштейну було зайнято усього 266 осіб, що становить 0,8 % загальної кількості зайнятих в економці країни. Загальна кількість сільськогосподарських підприємств — 118 (станом на 2010), які займали площу 3669 га. 25,4 % загальної кількості підприємств займалися органічним сільськогосподарським виробництвом.
- Продукція

пшениця, ячмінь, кукурудза, картопля, худоба, молочні продукти
У 2010 році у Ліхтенштейні було вирощено 5993 голів великої рогатої худоби, 3656 голів овець, 416 голів кіз, 1690 голів свиней, виведено 12 626 курей та 1173 бджіл.

### Експорт
- Товари: мала механізація, стоматологічна техніка, поштові марки, устаткування, керамічні вироби
- Партнери: ЄС 62,6 %, інші країни 21,1 %, Німеччина, Велика Британія, США, Франція, Італія, Австрія, Тайвань та Японія, Швейцарія 15,7 % станом на 2008 рік

### Імпорт
- Продукція: сільськогосподарська продукція, сировина, обладнання, металеві вироби, текстиль, продукти харчування, транспортні засоби
- Партнери: країни — члени Європейського Союзу, Швейцарія, Німеччина та США.

### Послуги

#### Туризм
Туризм, у порівнянні з іншими галузями економіки, має другорядне значення. Головним туристичним центром країни, який приваблює відвідувачів як влітку, так і взимку, є гірськолижний курорт Мальбун (комуна Трізенберг).